# Чарльз Віггін
Чарлз Віггін  (англ. Charles Wiggin, 8 січня 1950) — британський веслувальник, олімпійський медаліст.

## Виступи на Олімпіадах
| Олімпіада   | Дисципліна                      | Місце |
| ----------- | ------------------------------- | ----- |
| Москва 1980 | двійка розстібна без стернового | 3     |

## Зовнішні посилання
- Досьє на sport.references.com [Архівовано 16 серпня 2011 у Wayback Machine.]

1. ↑  Charles Wiggin